# Desert Passage
Desert Passage é um filme estadunidense de 1952, do gênero faroeste, dirigido por Lesley Selander e estrelado por Tim Holt e Joan Dixon.

## A produção
Vencida pela televisão, chega ao fim a série de faroestes B que Tim Holt fez para a RKO Radio Pictures. Foram ao todo quarenta e sete produções a partir de 1940, algumas de qualidade superior. Até há pouco garantia de lucro para o estúdio mas agora um anacronismo, sua continuação mostrava-se inviável.
Depois deste filme, Holt, ator que, ao contrário da maioria de seus pares, participou de filmes importantes, como The Magnificent Ambersons, My Darling Clementine, e The Treasure of the Sierra Madre, praticamente encerrou a carreira.
Este foi também o último trabalho de Lesley Selander e do produtor Herman Schlom para o estúdio.

## Sinopse
Tim Holt e seu amigo Chito Rafferty são os condutores da diligência que faz a linha ao longo da fronteira com o México. Um dia, eles são contratados para levar John Carver àquele país, sem desconfiarem que Carver é um ladrão que carrega consigo 100 000 dólares surrupiados de um banco. Eles até o defendem quando são atacados pelos antigos companheiros do criminoso, que querem sua parte no roubo. Quando tudo se esclarece, o dinheiro é devolvido a Emily Bryce, a filha do banqueiro.

## Elenco
| Ator/Atriz      | Personagem     |
| --------------- | -------------- |
| Tim Holt        | Tim Holt       |
| Joan Dixon      | Emily Bryce    |
| Richard Martin  | Chito Rafferty |
| Walter Reed     | John Carver    |
| Dorothy Patrick | Roxie Van Zell |
| John Dehner     | Bronson        |
| Clayton Moore   | Dave Warwick   |
| Lane Bradford   | Langdon        |
| Michael Mark    | Pop Burley     |
| Denver Pyle     | Allen          |